# بي تي-76
بي تي-76 (الروسية: ПТ-76) دبابة برمائية خفيفة سوفيتية الصنع أطلقت في بداية الخمسينيات من القرن الماضي وأصبحت فيما بعد دبابة الاستطلاع الأساسية في الاتحاد السوفيتي وباقي جيوش دول حلف وارسو، كما جرى تصديرها بشكل واسع للبلدان الصديقة الأخرى مثل الهند، العراق، كوريا الشمالية فيتنام الشمالية، وفي المجمل فقد استعملت 26 دولة البي تي-76.
الاسم الكامل للدبابة بالروسية هو Плавающий Танк ويعني الدبابة العائمة أختصر إلى ПТ-76 فيما يرمز العدد 76 يرمز إلى عيار مدفعها ذو الـ 76.2 ملم.
أستخدمت البي تي-76 في مهام وأغراض الاستطلاع والدعم الناري، كما أفيد من هيكلها المعدني في تصاميم عدة مركبات أخرى كان أكثرها برمائيا مثل البي تي أر-50 والمدفع المضاد للطائرات زي أس يو-23-4 شيلكا وقاذفة الصواريخ أرض جو 2K12 Kub

## المستخدمون
- الجزائر
- أنغولا
- أفغانستان
- بنين
- بيلاروس
- بلغاريا
- البوسنة والهرسك
- المجر
- فيتنام
- ألمانيا
- غينيا
- غينيا بيساو
- ألمانيا الشرقية
- جمهورية الكونغو الديمقراطية
- مصر
- زامبيا
- إسرائيل
- الهند
- العراق
- إندونيسيا
- كمبوديا
- الصين
- كوريا الشمالية
- كوبا
- لاوس
- مالي
- مدغشقر
- موزمبيق
- نيكاراغوا
- بولندا
- جمهورية الكونغو
- روسيا خرجت من الخدمة في 2015
- صربيا والجبل الأسود
- سوريا
- سلوفينيا
- الاتحاد السوفيتي
- أوغندا
- أوكرانيا